# ولادیمیر ماتیوشنکو
ولادیمیر ماتیوشنکو (بلاروسی: Владимир Владимирович Матюшенко؛ زادهٔ ۴ ژانویهٔ ۱۹۷۱) ورزشکار هنرهای رزمی ترکیبی و کشتی‌گیر اهل بلاروس است. وی بین سال‌های ۱۹۹۷ تا ۲۰۱۴ میلادی فعالیت می‌کرد.